# Czarna Białostocka (ville)
Pour les articles homonymes, voir Czarna Białostocka.
Czarna Białostocka est une ville polonaise de la voïvodie de Podlachie et du powiat de Białystok. Elle est le siège de la gmina de Czarna Białostocka; elle s'étend sur 14,28 km2 et comptait 9 488 habitants en 2010.